# Toasting
Toasting (Talk Over Artist STylee) är en vokaliststil inom reggae där toastaren, även kallad reggae DJ, pratsjunger och rimmar till instrumentallåtar eller över låtar där det mesta av den ursprungliga sången på en reggaehit redigerats bort.
Toastingen utvecklades i Jamaicas huvudstad Kingston på 1960- och 1970-talen av de konkurrerande värdarna för de mobila diskoteken (sound systems). När dessa tog upp mikrofonen och började pratsjunga medan en skiva låg på – det vill säga övergick från att bara vara 'selectors' (skivvändare) till att vara reggae-discjockeyer – uppskattades detta så mycket av den dansande publiken att toasting blev standard vid ljudsystemens tillställningar.  Nästa steg var att skivbolagen började spela in singlar med dessa mikrofonartister, vilket blev en omedelbar succé på Jamaica.  Omkring ett decennium senare nådde konceptet USA, där konstformen kallas rap och musiken traditionell US-amerikansk.

## Historik
Toastaren improviserade live när han (det har nästan enbart handlat om manliga artister) lagt på skivan, och toasten kunde handla om allt från att kommentera dansgästerna, klaga över slummen, svälten och brottsligheten eller håna konkurrerande sound systems till att förmedla nyheter, kritisera politiker, eller propagera för rastafari-religionen. 
U-Roy var den förste som så tidigt som 1961 – ett par år innan ska-musiken kom på Jamaica (och nästan ett decennium innan reggaen fanns) – tog steget från att bara vara diskjockey till att bli artist. King Tubby – som både producerade hitsinglar (ofta jamaicanska covers av svart musik från USA) och ägde flera sound systems – experimenterade med att helt eller delvis göra instrumentala versioner av A-sidans hitlåt på B-sidorna på skivorna. (Detta experimenterande vid mixerborden gav för övrigt upphov till dub-reggaen. ) U-Roy, som arbetade åt King Tubby på kvällarna och nätterna som DJ på hans sound systems, började pratsjunga och rimma över de instrumentala B-sidorna. U-Roy var länge den ende diskjockeyn som toastade, men han fick så småningom sällskap av Dennis Alcapone.
Först handlade det bara om välja och spela låtarna (fungera som selector) och att kommentera dem som dansade till musiken eller att understryka det som fanns kvar av sången, men toasten blev snabbt mer komplex. Den kom bl.a. att fungera som en inte särskilt neutral och opartisk nyhetsförmedling till dem som varken kunde läsa eller hade råd med en radio. Det berättas ofta att invånarna i stadsdelen Trenchtown inte trodde på att Neil Armstrong hade satt foten på månen förrän detta berättades av en toast-artist.  Dagsaktuella händelser, politik, sport, religion, myter, kändisar, etc blev ämnen som den skicklige toastern kunde rimma fram live utan att ha förberett sig. Detta utvecklades under hård konkurrens till en egen subkategori av reggae. och de främsta av toastarna fick under 1970-talet spela in LP-skivor som gick på export. Lyssnarna Europa förutom Storbritannien hade dock svårare att ta till sig toasten än den vanliga reggaen. 
De toasters som kom på 1970-talet var Dillinger, Prince Fari, Big Youth, I-Roy och Lone Ranger, som utvecklade toasten ytterligare. Under 1970-talet och början av 1980-talet var det vanligt att toastern pratsjöng till dubversioner av reggaehits. Den mest uppskattade toastern på Jamaica under 1980-talet var Yellowman – en albino som hade haft en svår uppväxt i ett det inte särskilt toleranta Jamaica. I den allt hårdare konkurrensen mellan olika toasters behövdes mer än bra rim, bra musik och en bra toaster-röst, och Yellowman kunde vända det faktum att hans hud saknade pigment till en fördel. Han införde dessutom på allvar slapsticks och sexuella kommentarer i toasten. År 1980 gjorde en annan legend – Eek-a-Mouse – debut, och han har bitit sig fast i toppen i 30 år medan toasten förändrats och till slut blivit en del i dancehall-kulturen. Under 1980-talet började dessutom toast-artisterna att uppträda två och två under livekonserter och på skiva. Ett brittiskt radarpar var Clint Eastwwod och General Saint. Toasting är inspirationskälla till den amerikanska rappen och delar av hiphop-kulturen, och dessutom förde den jamaicanske musikern och producenten Kool DJ Herc med sig toasten, dub-tekniken och scratching när han flyttade till New York och började tillämpa sina kunskaper på den svarta musiken i USA på 1970-talet. .
Barbara Ann Smith, med artistnamnet Lady Ann, var den första kvinnliga toastern. Producenten Don Mais parade ihop henne med Ranking Toyan för att spela in singeln "Plan Your Family 1978. Samma år spelade hon in sin första solosingel, "Shine Eye Gal"
När ragga och dancehall blev populärt på Jamaica i mitten av 1980-talet, förändrades toasten mot mindre melodi, religion och politik och mer rytm, fart, slapstick och sexuella kommentarer. Man också säga att toasten gick upp i dancehall-kulturen och försvann som egen stil. Shaggy är en artist som i stor utsträckning kombinerat toasting och dancehall. 
Den som utövar toasting kallas toastare, exempel på svenska toastare är Governor Andy, Jr Eric, Leafy, General Knas och DJ Skagenröra.
En kombination av att sjunga och toasta kallas singjaying.